# Rouleau de piano pneumatique
Un rouleau de piano pneumatique est un support d'enregistrement permettant d'actionner un piano mécanique.

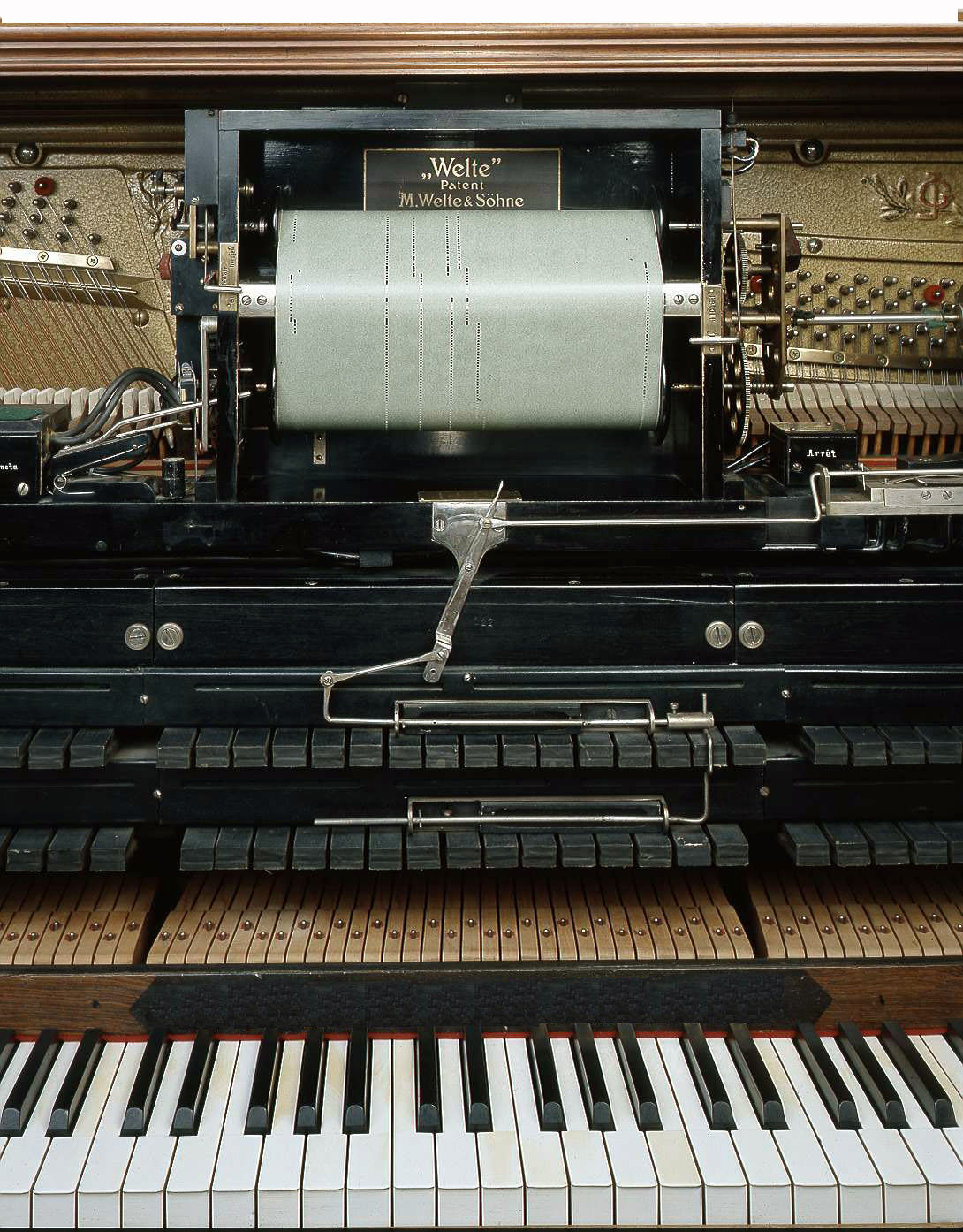
Rouleau en place dans un piano reproducteur Welte de 1927.

C'est une bande de papier perforée dont les trous représentent les notes ainsi que d'autres données de contrôle grâce à la position et la longueur des perforations. Ces rouleaux peuvent être rejoués avec un appareil de lecture appelé « flûte de pan », dont les premiers modèles disposaient de 58 trous, puis étendu à 65, et enfin à 88 trous : un pour chaque touche du piano et mécanismes annexes, pédales etc. Quand les perforations passent devant les trous, les notes correspondantes sont jouées ou les pédales actionnées. Les pianos pneumatiques à 65 et 88 trous ont coexisté concurremment et certains modèles étaient équipés d'une « flûte de pan » de lecture à deux rangées de trous permettant la lecture des deux types de rouleaux.
Le rouleau de piano pneumatique a été le premier média qui pouvait être produit et copié industriellement et a permis de diffuser rapidement et facilement de la musique.
Les premiers rouleaux ont été utilisés par Welte & Sons dans leurs orchestrions dès 1883. Par la suite, des centaines d'entreprises exploitèrent ce créneau florissant produisant des rouleaux ayant des tailles et des perforations différentes ; devant cette multiplicité un peu anarchique, les fabricants américains de rouleaux et de pianos pneumatiques ont établi une norme au cours de la Convention de Buffalo du 10 décembre 1908.
Les rouleaux de pianos pneumatiques ont été produits en série de 1896 à 2009. 
De nos jours, remplaçant facilement les rouleaux de pianos pneumatiques, les fichiers MIDI constituent un moyen moderne d'enregistrer le jeu des interprètes. Les fichiers MIDI réalisent numériquement et électroniquement ce que les rouleaux font pneumatiquement. Les logiciels d'enregistrement en données MIDI proposent également une fonction montrant l'enregistrement sous forme graphique : représentation sur écran d'un rouleau virtuel ou partition notée imprimable.

## Le Pianola

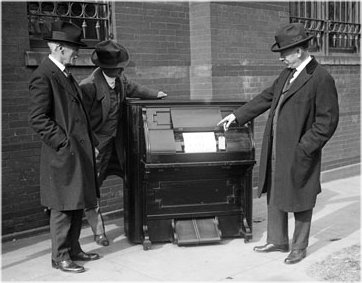
Premier piano de la marque Pianola, fabriqué par Edwin S. Votey et offerte au musée Smithsonian Museum (Etats-Unis) en 1922.

Pianola était une marque déposée en 1895 à Détroit par la société Æolian de New York. Au cours des décennies suivantes, elle est devenue un nom générique pour les pianos pneumatiques, puisque Æolian fut la première société à réellement commercialiser ses modèles dans le monde entier. De nombreuses autres sociétés fabriquaient des pianos pneumatiques, mais, en Europe de l'Ouest, seule la marque Phonola, développée par la société allemande Hupfeld, concourait dans le langage populaire.  
Le pianola a d'abord été présenté sous le nom de push-up player ou vorsetzer mais en France, c'est l'expression « piano player » qui s'imposa. C'était une machine de la taille d'un meuble de bureau qui était positionnée devant le clavier d'un piano ordinaire, jouant sur les touches avec des leviers en bois. L'aspiration est assurée par deux pédales, activant des soufflets ou pompes d'aspiration en bois recouvert de tissu pour imperméable ou toile enduite. L'expression (du pianissimo au forte) peut être obtenue en faisant varier la force et la vitesse du pédalage. De même, parce que les rouleaux sont perforés à un intervalle de temps constant, toutes les fluctuations de phrasé et rubato doivent être introduites au moyen d'un levier de tempo, souvent actionné par la main droite, contrôlant la vitesse du rouleau de papier lequel est entrainé au moyen d'un petit moteur pneumatique à bielles et vilebrequin. D'autres leviers manuels existent pour contrôler les pédales douce et forte du piano. 
La société Æolian mit sur le marché des pianos avec un mécanisme pneumatique intégré dès les années 1890, et continua la production de pianos de ce type jusque dans les années 1980.

## Rouleaux arrangés, enregistrés ou de reproduction

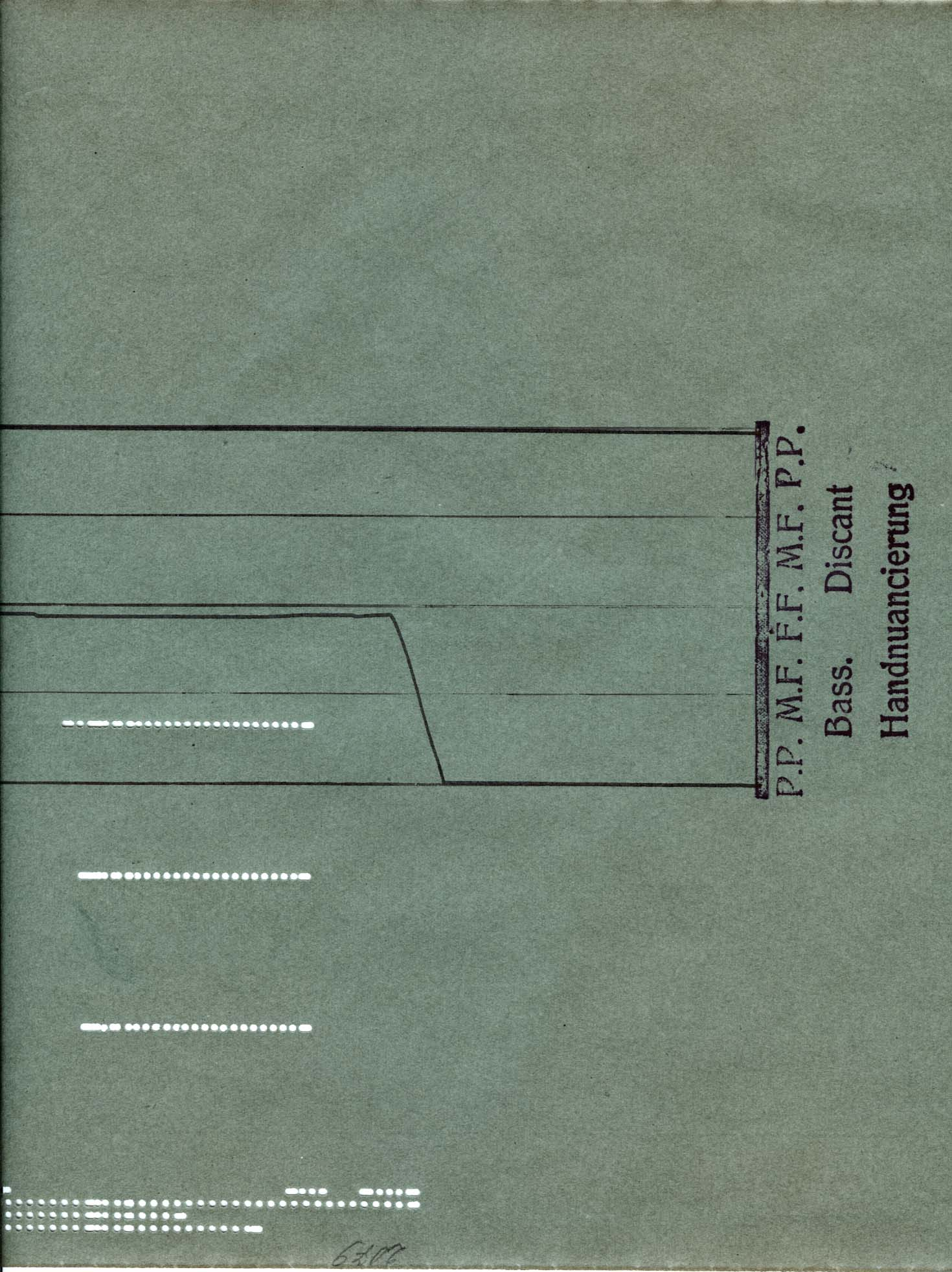
Amorce de rouleau de piano pneumatique de la firme Welte-Mignon.

Les rouleaux arrangés sont réalisés simplement en coupant des trous dans le papier à l'aide d'un couteau et d'une règle, en utilisant une partition ou d'autres arrangements comme guide. Il en résulte un rouleau sonnant quelque peu mécaniquement.
Les « rouleaux enregistrés » (ou encodés) sont réalisés avec un piano disposant d'un dispositif d'enregistrement pneumatique ou électro-pneumatique équipé de stylets encreurs qui marquent le papier quand le pianiste joue. Des notes additionnelles peuvent ensuite être ajoutées; de même les erreurs d'exécution sont corrigées après l'enregistrement. Le document obtenu (ou « poncif ») est alors utilisé comme patron lorsque les trous sont perforés sur les rouleaux destinés à la vente avec un perforateur mécano-pneumatique piloté par le patron. Cette méthode a été utilisée dès 1904 par la société Welte en Allemagne avec leur piano de reproduction Welte-Mignon, qui a enregistré de célèbres pianistes comme Camille Saint-Saëns, Richard Strauss, Alexander Scriabin et George Gershwin. La société Welte-Mignon, entre autres, a fait d'inestimables enregistrements historiques du jeu d'interprètes de renom, dont il n'existe pas d'enregistrements discographiques. 
Aux alentours de 1911 commençait aux États-Unis la production de rouleaux enregistrés et expressifs permettant de restituer assez fidèlement la dynamique propre au jeu du pianiste. En fait, le Welte-Mignon, par exemple, ne permettait la variation que de deux intensités différentes à la fois, (partie inférieure et supérieure du clavier, avec entre les deux une frontière intermédiaire librement déplaçable), mais il y avait certaines astuces pour donner à une note isolée sa propre dynamique.
En plus de ces deux types de rouleaux clairement différenciés, il y en avait d'autres qui comblaient l'abîme entre ces deux instruments. Les « rouleaux enregistrés » reproduisent la valeur des notes d'un pianiste en direct mais  sans contrôle dynamique automatique, et cela permet aux propriétaires de pianola de recréer l'interprétation des experts, sans peine.

## Composition pourpianolaet piano reproducteurs

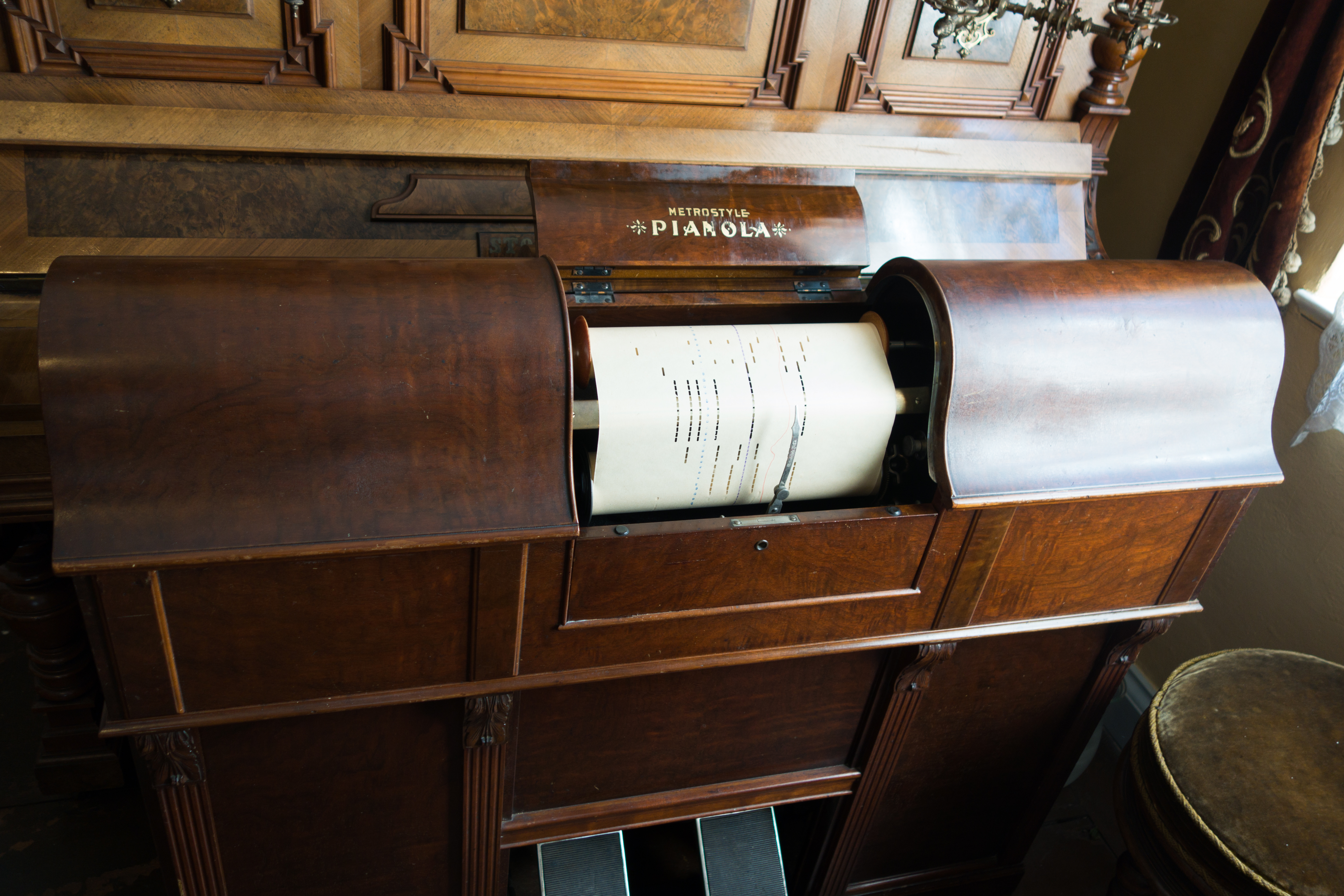
Rouleau de papier sur Pianola à pédales

Toutefois, puisque les rouleaux n'étaient pas systématiquement enregistrés par un artiste jouant en direct, il était possible de créer de la musique impossible à jouer pour un artiste ou plus exactement, de la musique qui n'était pas conçue pour être jouée par un seul pianiste voire inexécutable. Plus d'une centaine de compositeurs ont écrit de la musique spécialement pour des pianos mécaniques au cours du XXe siècle, notamment Conlon Nancarrow, Igor Stravinsky, Alfredo Casella et Paul Hindemith.
Les rouleaux pour les dispositifs Duo-art, Ampico et Welte-Mignon, lesquels étaient connus comme pianos reproducteurs, pouvaient assez précisément reproduire le toucher et la dynamique de l'artiste, quand ils étaient rejoués par des pianos équipés des systèmes pneumatiques propres à chacune de ces marques lesquels ne sont pas compatibles entre eux : les trous correspondants aux variations d'intensité n'ont jamais été normalisés contrairement aux trous de lecture de notes.
Le Duo-Art avaient comme vedette des artistes comme Ignacy Paderewski, George Gershwin, Teresa Carreño, Maurice Ravel, Percy Grainger, Leopold Godowsky et Ferruccio Busoni. Les stars de la marque Ampico étaient Sergei Rachmaninoff, Leo Ornstein, Winifred MacBride, et Marguerite Volavy. Welte-Mignon faisait jouer des artistes tels que Gustav Mahler, Claude Debussy et Alexander Scriabin.
Des centaines de sociétés du monde entier produisaient des rouleaux durant l'apogée de ce mode d'enregistrement (1900–1927). 
D'autres, n'utilisant pas la méthode de reproduction en direct, ont produit bon nombre d'artistes. Les plus mémorables marques américaines sont les suivantes :
- QRS Company : James P. Johnson, Fats Waller, Zez Confrey, J. Lawrence Cook, Pete Wendling et Victor Arden.
- US Music Roll Company : Lee Sims, Robert Billings.
- Imperial : Charley Straight, Roy Bargy.
- Vocalstyle : Jelly Roll Morton, Walter Davison (en), Clarence Jones, Luckey Roberts, Cow Cow Davenport.
- Capitol/Columbia : Jimmy Blythe, Clarence Johnson.

## Piano reproducteur

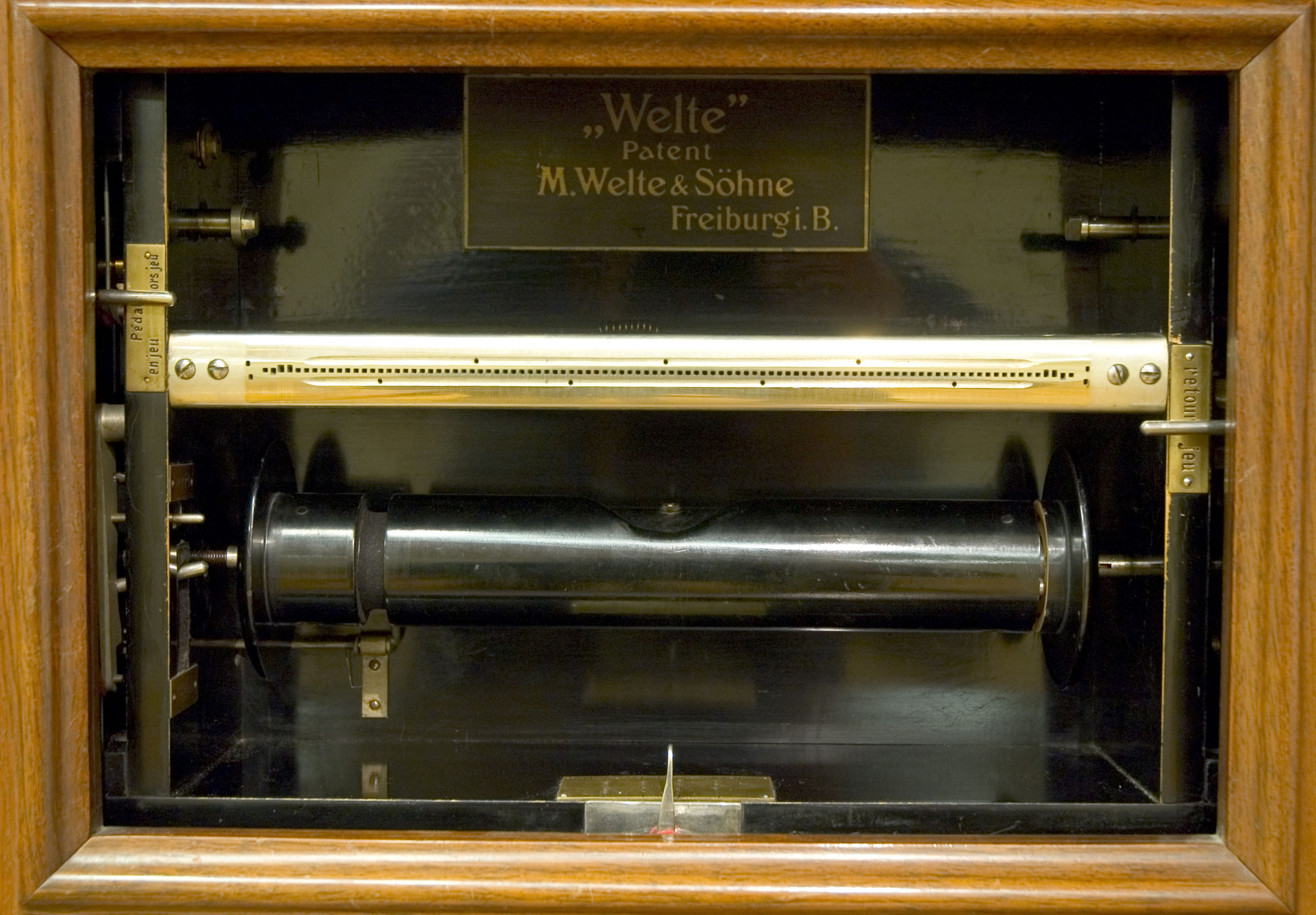
« Flûte de pan » de lecture d'un piano Welte-Mignon aux normes de la convention de Buffalo. À gauche, derrière la bobine de réception, le palpeur d'arrêt du réembobinage automatique.

Les rouleaux pour les pianos reproducteurs étaient généralement réalisés à partir du jeu de musiciens célèbres. Habituellement, un pianiste s'assoit à un piano d'enregistrement spécialement équipé, et la hauteur et la durée de toutes les notes jouées sont soit marquées, soit directement perforées sur un rouleau vierge. La commande des pédales douce et forté est  également enregistrée. 
Les pianos reproducteurs peuvent également recréer les dynamiques du jeu d'un pianiste au moyen d'un contrôle encodé spécialement, sous la forme de perforations situées sur les bords du rouleau, mais cet encodage n'était jamais enregistré automatiquement. Les diverses sociétés avaient différents types de notations, certains techniquement élaborés (pas nécessairement plus efficace), certains secrets et d'autres dépendants entièrement des notes manuscrites du producteur de l'enregistrement, mais dans tous les cas ces "hiéroglyphes" de dynamique devaient être habilement traduit dans des codes spéciaux sous forme de perforations nécessaires aux différents types d'instrument.
Les rouleaux enregistrés sont joués à une vitesse spécifique. Imprimée sur l'amorce du rouleau, par exemple 70, signifie une vitesse de défilement de 7 pieds par minute au début du rouleau. Sur tous les pianos pneumatiques, le papier s'enroule sur une bobine de réception, et plus il s'enroule plus le diamètre effectif de cette bobine augmente, avec de fait la vitesse de défilement du papier, la vitesse du moteur pneumatique d'entrainement (par le biais d'une chaine dite « galle » et d'un train d'engrenages de réduction) restant constante.
Les concepteurs des pianos pneumatiques étaient bien conscients de cette particularité, comme en témoignent de nombreux brevets de l'époque. Mais comme les enregistrements de piano de reproduction étaient généralement faits avec le même type de bobine, le tempo de la musique enregistrée est fidèlement reproduit, malgré l'augmentation progressive de la vitesse linéaire du papier.
Le jeu de pianistes et compositeurs célèbres est conservé sur des rouleaux pour pianos reproducteurs. Gustav Mahler, Edvard Grieg, Claude Debussy, Maurice Ravel, Teresa Carreño, Scott Joplin, Sergueï Rachmaninov, Alexandre Scriabine, Enrique Granados, Josef Hofmann et George Gershwin sont parmi les  compositeurs  ayant été enregistrés de cette façon.